# Lady Bird Johnson

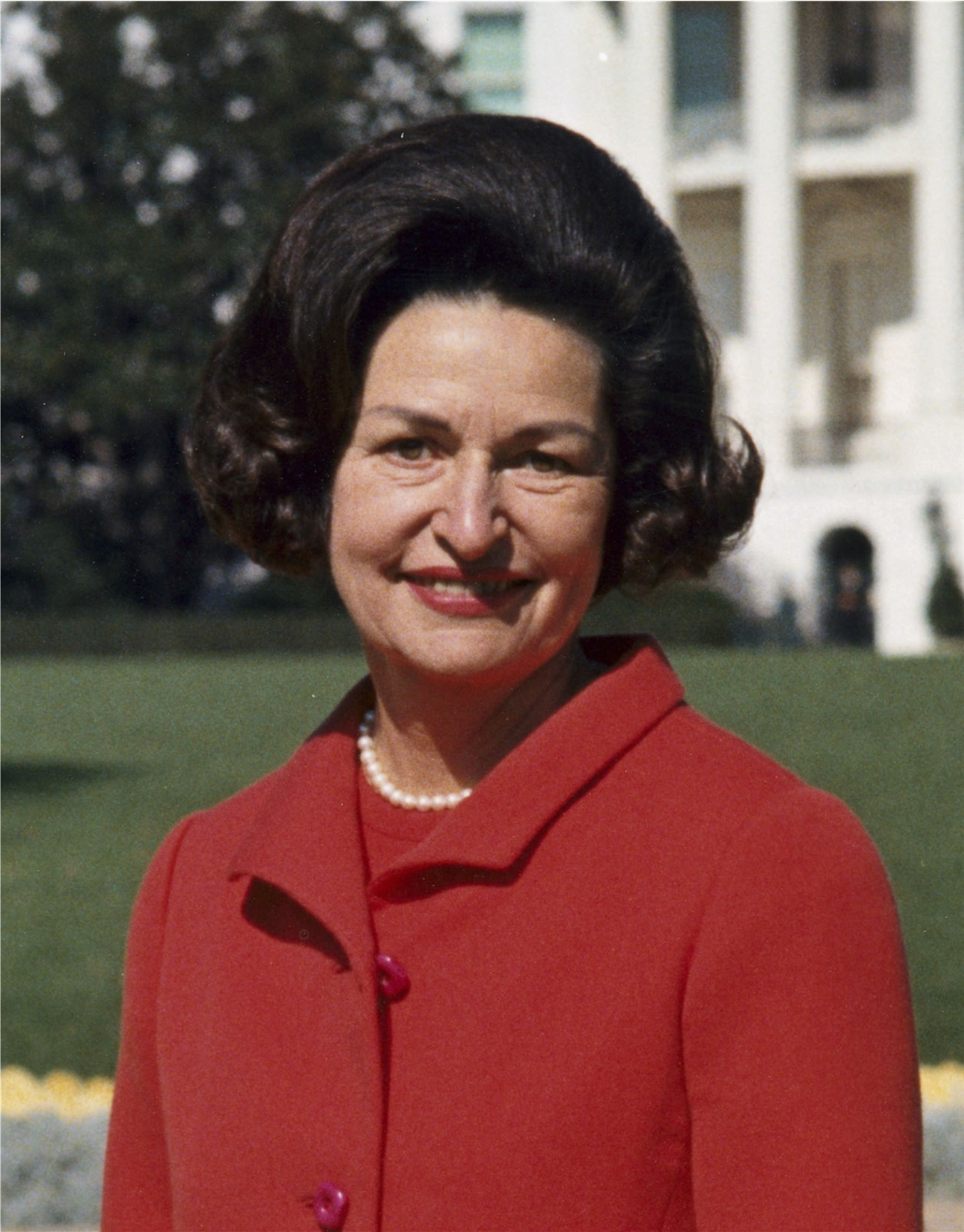
Lady Bird Johnson (1967)

Claudia Alta „Lady Bird“ Johnson (* 22. Dezember 1912 in Karnack, Harrison County, Texas als Claudia Alta Taylor; † 11. Juli 2007 in Austin, Texas) war eine US-amerikanische Medieninvestorin und als Ehefrau des 36. US-Präsidenten Lyndon B. Johnson vom 22. November 1963 bis zum 20. Januar 1969 First Lady der Vereinigten Staaten. Ihren Spitznamen „Lady Bird“ (englisch für Marienkäfer) erhielt sie bereits zu Kinderzeiten.

## Kindheit und Jugend
Claudia Johnson war die jüngste Tochter von Thomas Jefferson Taylor (T. J., 1874–1960) und dessen Frau Minnie Lee Patillo (1874–1918). Sie hatte zwei ältere Brüder, Thomas (1901–1959) und Antonio (Tony, 1904–1986). Ihr Spitzname Lady Bird, wird oft kolportiert, gehe auf ihr Kindermädchen Alice Tittle zurück, das sie so hübsch wie einen „Marienkäfer“ (englisch ladybird) fand. Sie selbst gab später gegenüber dem Historiker Michael L. Gillette an, dass ihr der Spitzname von zwei afroamerikanischen Spielkameraden in Kindheitstagen verliehen worden sei. Auch später wurde dieser Spitzname, mit ihrem Einverständnis, in offiziellen Angelegenheiten genutzt.
Ihre Mutter fiel, erneut schwanger, eine Treppe hinunter und starb am 4. September 1918 an den Folgen einer Fehlgeburt.
Lady Bird beendete ihre Schullaufbahn an der Marshall Senior High School in Marshall und studierte Journalismus und Kunst an der St. Mary’s Episcopal School für Mädchen sowie an der University of Texas at Austin.

## Ehe

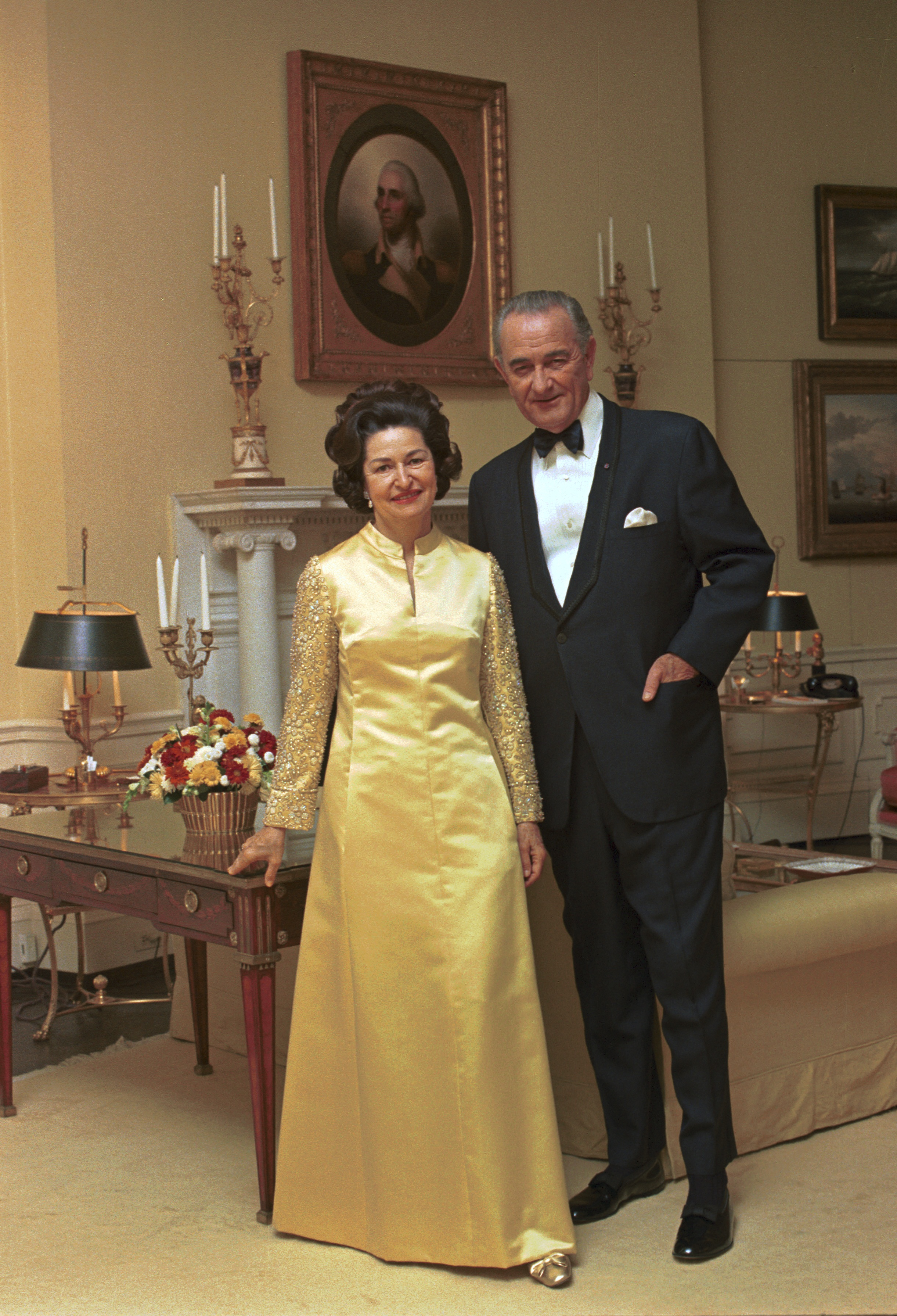
Lady Bird Johnson und ihr Mann Lyndon B. Johnson 1968 bei einer Veranstaltung im Weißen Haus

Am 17. November 1934 heiratete sie Lyndon Baines Johnson (1908–1973) in der Saint Mark’s Episcopal Church in San Antonio, Texas.  Aus der Ehe gingen zwei Töchter hervor: Lynda Bird Johnson (* 19. März 1944, Ehefrau von Chuck Robb) und Luci Baines Johnson (* 2. Juli 1947, Ehefrau von Pat Nugent und Ian Turpin).

## Unternehmerin
Lady Bird Johnson kaufte 1943 mit Mitteln aus ihrer Erbschaft die kleine Rundfunkstation KTBC in Austin und baute sie zu einem Radio- und Fernsehsenderimperium aus. KTBC hatte jahrelang Verluste gemacht, weil die Sendelizenz der Federal Communications Commission nur eine ungünstige Frequenz und eingeschränkte Sendezeiten erlaubte. Mehrere Anträge auf vorteilhaftere Bedingungen wurden über die Jahre abgewiesen.
Johnsons Mann Lyndon B. Johnson, der in Washington unter anderem Medienpolitik betrieb und enge Kontakte zum Vorsitzenden der FCC, Clifford Durr, unterhielt, wandte sich an die zuständigen FCC-Mitarbeiter und erreichte, dass innerhalb eines Monats nach dem Kauf die Sendezeit auf 24 Stunden täglich erweitert wurde. Außerdem erhielt die Station eine neue Frequenz in einem Frequenzband ohne direkte Nachbarn, so dass der kleine Lokalsender nunmehr in 38 benachbarten Countys gehört werden und somit wesentlich höhere Werbepreise verlangen konnte. 1945 wurde KTBC schließlich eine fünffach höhere Sendeleistung gestattet, so dass nunmehr 63 Countys im Empfangsbereich lagen. Lyndon B. Johnson sorgte auch dafür, dass der bislang eigenständige Sender in das Netzwerk von Columbia Broadcasting System aufgenommen wurde, so dass ihm das attraktive, nationale Programm dieses Anbieters zur Verfügung stand. Lyndon Johnson nutzte seinen Einfluss in Washington regelmäßig zugunsten von Unternehmen seiner Heimat, die sich durch umfangreiche Werbeschaltungen in den Sendern seiner Frau auszeichneten.
Bereits im ersten Jahr unter der Leitung von Johnson erreichte der Sender die Gewinnschwelle und in den folgenden 20 Jahren kaufte Johnson aus den Erlösen mehrere weitere Radiosender und stieg 1952 in das Fernsehgeschäft ein. Sie hielt Anteile an zwei Fernsehsendern und einem Fernsehkabelanbieter. Außerdem erwarb sie eine Bank, drei große Farmen und diversen Grundbesitz, die im Laufe der Zeit unter dem Dach der LBJ Holding Co. zusammengefasst und verwaltet wurden.

## First Lady der Vereinigten Staaten
Lady Bird Johnson finanzierte den Präsidentschaftswahlkampf 1960 und 1964 ihres Mannes aus ihrem umfangreichen Vermögen. Im Herbst 1964 unternahm sie eine ausgedehnte USA-Rundreise, wo sie in eigenen Wahlkampfauftritten für die Wiederwahl ihres Mannes warb. Sie interessierte sich bereits als Kind für den Schutz der Umwelt, als sie in der Nähe des Caddo Lake in Osttexas aufwuchs. Als US-First Lady machte sie sich als Umweltschützerin einen Namen. Sie initiierte viele neue Umweltschutzprogramme.
Der im Oktober 1965 verabschiedete Highway Beautification Act wird ihrem Engagement zugeschrieben – er schränkte die Außenwerbeflächen und Schrottplätze entlang Autobahnen ein und förderte eine landschaftliche Gestaltung des Straßenrandes. Lady Bird startete ein großes Projekt zur Verschönerung von Washington, D.C. (Society for a More Beautiful National Capital), um das Wohlbefinden der Bewohner und Besucher der Stadt zu steigern.
Sie verteidigte das Head Start Programm (Förderung von Unterschicht-Kindern).
Ihre Pressesprecherin war von 1963 bis 1969 Liz Carpenter, ebenfalls eine ehemalige Studentin der University of Texas in Austin.
Carpenter war die erste Journalistin, die für eine First Lady arbeitete. Sie war auch als Johnsons Personalchefin tätig. Nachdem bereits Eleanor Roosevelt eine eigene Sekretärin und Jackie Kennedy eine Pressesprecherin aus Bundesmitteln beschäftigt hatte, baute Lady Bird Johnson das Personal der First Lady weiter aus.
Während den Präsidentschaftswahlen 1964 reiste Lady Bird in einem Kampagnenzug durch acht Südstaaten, um für den Civil Rights Act of 1964 zu werben. Es war die erste Wahlkampfreise, die eine First Lady ohne ihren Ehemann bestritt.

## Späteres Leben

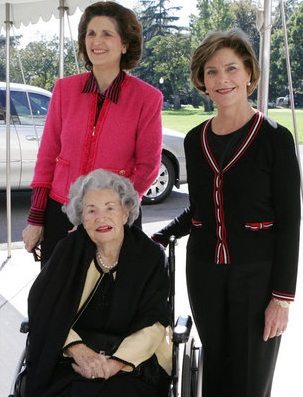
Lady Bird Johnson und ihre Tochter Lynda Johnson Robb werden bei ihrem Besuch des Weißen Hauses im Oktober 2005 von Laura Bush begrüßt

Nach dem Auszug aus dem Weißen Haus zog sie sich mit ihrem Gatten auf dessen Ranch zurück. Nach dem Tode Lyndon Johnsons im Januar 1973 lebte Lady Bird bis zu ihrem Tod weiterhin auf der Ranch.
Sie gründete das National Wildflower Research Center, eine nationale, gemeinnützige Organisation, gewidmet der Bewahrung und Wiedereinführung heimischer Pflanzen in projektierten Landschaften. Dieses Center wurde als „Lady Bird Johnson Wildflower Center“ bekannt.
1977 erhielt sie die Freiheitsmedaille („The Presidential Medal of Freedom“), die höchste zivile Auszeichnung in den USA.

In den 90er Jahren verschlechterte sich Lady Bird Johnsons Gesundheit. Im August 1993 erlitt sie einen Schlaganfall, wodurch sich ihre Sehkraft verschlechterte. Sie wurde zweimal ins Krankenhaus eingewiesen, das erste Mal am 11. November 1999 und das zweite Mal im Januar 2005. Am 2. Mai 2002 erlitt sie ihren zweiten Schlaganfall, woraufhin sie für einige Zeit weder sprechen noch gehen konnte.
2005 zog sie sich aus gesundheitlichen Gründen aus der Öffentlichkeit zurück. Ihre Tochter Lynda gab an, dass ihre Mutter nun völlig blind und nicht besonders gesund sei.
Lady Bird Johnson starb am 11. Juli 2007 in Austin (Texas) im Alter von 94 Jahren. Sie wurde neben dem Grab ihres Mannes auf der LBJ Ranch nahe Stonewall beigesetzt. Zu ihrer Beisetzung erschienen unter anderen Ex-Präsident Bill Clinton und Präsident George W. Bush.
Lady Bird Johnson wurde vom United States Secret Service 44 Jahre beschützt.

## Trivia
Nach Lady Bird Johnson wurden zwei Parks benannt: der Lady Bird Johnson Park in Washington D. C. und der Lady Bird Johnson Grove im Redwood-Nationalpark.
Lady Bird Johnson war eine Anhängerin der Sportabteilung der University of Texas und spendete reichlich.